# V&S
V&S AB（ヴィン&スピリトAB、Vin & Sprit AB）はスウェーデン・ストックホルムに本社を置く国営の酒類製造販売企業である。1917年設立。
Absolut（アブソルート）ブランドのウォッカで有名であり、他にもFrïs（フリース）や、Plymouth（プリムス）、Cruzan（クラザン）などのブランドを所有している。スピリッツが占める割合が多いが、社名にVINとあるようにワインの取り扱い率も高い。
長らくスウェーデン政府による国家経営が続いていたが、1995年にはスウェーデンが欧州連合に加入したことにより、スウェーデン政府は経営から手を引いたものの、株式を大量に保有していることから政府により、2007年3月プエルトリコに本拠を置くバカルディに売却計画が持ち上がった（結果的には買収価格で折り合いがつかなかったため、バカルディは買収案を断っている）。2008年3月、ペルノ・リカール社は、ヴィン＆スピリトを56億2,600万ユーロで買収したと発表した。

## ブランドと生産地域
スウェーデン南部に位置するオーフスでは、同社最大のブランドであるアブソルートが生産されている。この都市ではアブソルートを最初に生産したラーズ・オルソン・スミスにより1879年から現在に至るまで脈々と生産がおこなわれている。また世界中の売り上げではバカルディ、スミノフに次いで3番目に位置している。
一方、隣国のデンマークではフリースウォッカが生産されている。ブランド名はデンマーク語で「氷結」を意味していることもあり、特許を得た独自の氷結蒸留製法で生産がおこなわれている。この他にもバージン諸島では、ラム酒のクラザンが生産されている（日本では未発売）。

## ディストリビュート
販売は北欧三国ではスウェーデン、デンマークおよびフィンランドでは同社によるグループの流通センターを通しておこなわれる。また北米および南米では同社が株式を保有しているフューチャー・ブランズを通じて販売され、その他の地域ではオランダに本部を置くマキシマム・ワールドワイドを通じて販売される。なお日本ではアサヒビールの傘下に置かれているマキシマム・ジャパンによって販売されている。